# Condado de Coshocton
El condado de Coshocton es uno de los 88 condados del estado estadounidense de Ohio. La sede del condado es Coshocton, así como su mayor ciudad. El condado posee un área de 1.470 km² (de los cuales 4 km² están cubiertos por agua), la población es de 36.655 habitantes y la densidad de población de 25 hab/km² (según el censo nacional de 2000). Este condado fue fundado en 1810.